# Fabian Blum
Fabian Blum (* 7. März 1995 in Pfaffnau) ist ein Schweizer Rollstuhlsportler. Er ist aktiv in der Startklasse T52 bei Sprint- und Mittelstreckenwettkämpfen.

## Leben
Fabian Blum war seit seiner Kindheit bis 2014 als Kunstturner aktiv, stürzte jedoch am 1. November 2014 bei einem Doppelsalto im Rahmen des Trainings und ist seitdem vom 5./6. Halswirbel abwärts gelähmt. Seit seinem Unfall ist Blum als Rollstuhlsportler aktiv und trainiert im Schweizer Paraplegikerzentrum in Nottwil. Bei den Europameisterschaften in Berlin 2018 gewann er Bronze über 1500 Meter. Blum belegte bei den Weltmeisterschaften der Behinderten 2019 in Dubai den 10. Platz über 100 Meter und den achten Platz bei dem Wettkampf über 1500 Meter.
Blum lebt in Pfaffnau.